# 何太妃
何太妃（?—?），中国南北朝南朝齐高帝萧道成的妃嫔。
何太妃在南朝宋泰始七年（471年）生萧道成第十子萧鉴，南朝宋元徽五年（477年）生萧道成第十六子萧铿。齐武帝即位，尊何氏为太妃。萧鉴被封为始兴王，萧铿被封为宜都王。永明九年（491年），萧鉴去世；延兴元年（494年）齐武帝的堂弟萧鸾专权，杀死了萧铿。